# Keigo Yamashita
Keigo Yamashita (山下敬吾?, Yamashita Keigo; Asahikawa, 6 settembre 1978) è un giocatore di go giapponese.

## Biografia
Allievo di Yasuro Kikuchi, Yamashita divenne professionista nel 1993 e si mise in mostra l'anno seguente quando nel torneo Kisei vinse le eliminatorie per i giocatori di basso Dan. Nel 1999 raggiunse per la prima volta la finale degli sfidanti in un torneo di alto livello al Tengen e l'anno seguente si aggiudicò il Gosei battendo il detentore Kōichi Kobayashi.
Nel corso della sua carriera ha conquistato almeno una volta sei dei sette tornei principali, tutti ad eccezione del Jūdan, in cui comunque è stato per tre volte sfidante (2006, 2007 e 2010) per un totale di 22 titoli nazionali.

## Titoli
| Nazionali                             | Nazionali           | Nazionali                                   |
| Tornei                                | Vittorie            | Finalista                                   |
| ------------------------------------- | ------------------- | ------------------------------------------- |
| Kisei                                 | 5 (2003, 2006–2009) | 6 (2003, 2005-2010, 2014, 2015, 2016, 2019) |
| Meijin                                | 2 (2011, 2012)      | 2 (2003, 2013)                              |
| Honinbo                               | 2 (2010, 2011)      | 2 (2012, 2015)                              |
| Tengen                                | 2 (2004, 2009)      | 6 (2003, 2005–2007, 2010, 2018)             |
| Ōza                                   | 2 (2006, 2007)      | 3 (2004, 2005, 2008)                        |
| Jūdan                                 |                     | 3 (2006, 2007, 2010)                        |
| Gosei                                 | 1 (2000)            | 4 (2001, 2008, 2015, 2017)                  |
| Agon Cup                              | 1 (2010)            | 1 (2011)                                    |
| Ryusei                                | 2 (2010, 2013)      |                                             |
| Shinjin-O                             | 4 (1998–2001)       |                                             |
| NEC Cup                               |                     | 1 (2011)                                    |
| NEC Shun-Ei                           | 1 (1999)            |                                             |
| Shin-Ei                               | 1 (2000)            |                                             |
| Internazionali                        |                     |                                             |
| Tornei                                | Vittorie            | Finalista                                   |
| Shinan Senior International Baduk Cup | 1 (2025)            |                                             |
| Totale                                | 23                  | 28                                          |

| Controllo di autorità | VIAF (EN) 254209300 · GND (DE) 1132174368 · NDL (EN, JA) 00828824 |